# Bolton-Est
Bolton-Est è un comune del Canada, situato nella provincia del Québec, nella regione di Estrie.